# 米山薬品工業
米山薬品工業株式会社（よねやまやくひんこうぎょう、英文社名：YONEYAMA YAKUHIN KOGYO CO.,LTD）は、大阪府大阪市中央区に本社を置く、化学品の製造会社。試薬を主体に、医薬品の製造販売も行っている。

## 沿革
- 1939年 - 会社設立、化学工業薬品の製造を開始
- 1943年 - 社名を米山薬品工業株式会社に改称
- 1960年 - 三国工場にて化成品製造開始
- 1961年 - 東京出張所を開設
- 1991年 - L-ロイシン、FDA (アメリカ食品医薬品局) 登録
- 1999年 - 東京営業所を支店に改称、移転

## 国内拠点
- 本社
  - 大阪府大阪市中央区道修町2-3-11
- 工場
  - 三国工場:大阪市淀川区新高3-4-30

## 参照
- 米山薬品工業株式会社｜アミノ酸と試薬の製造会社